# Lydia Antivalidis

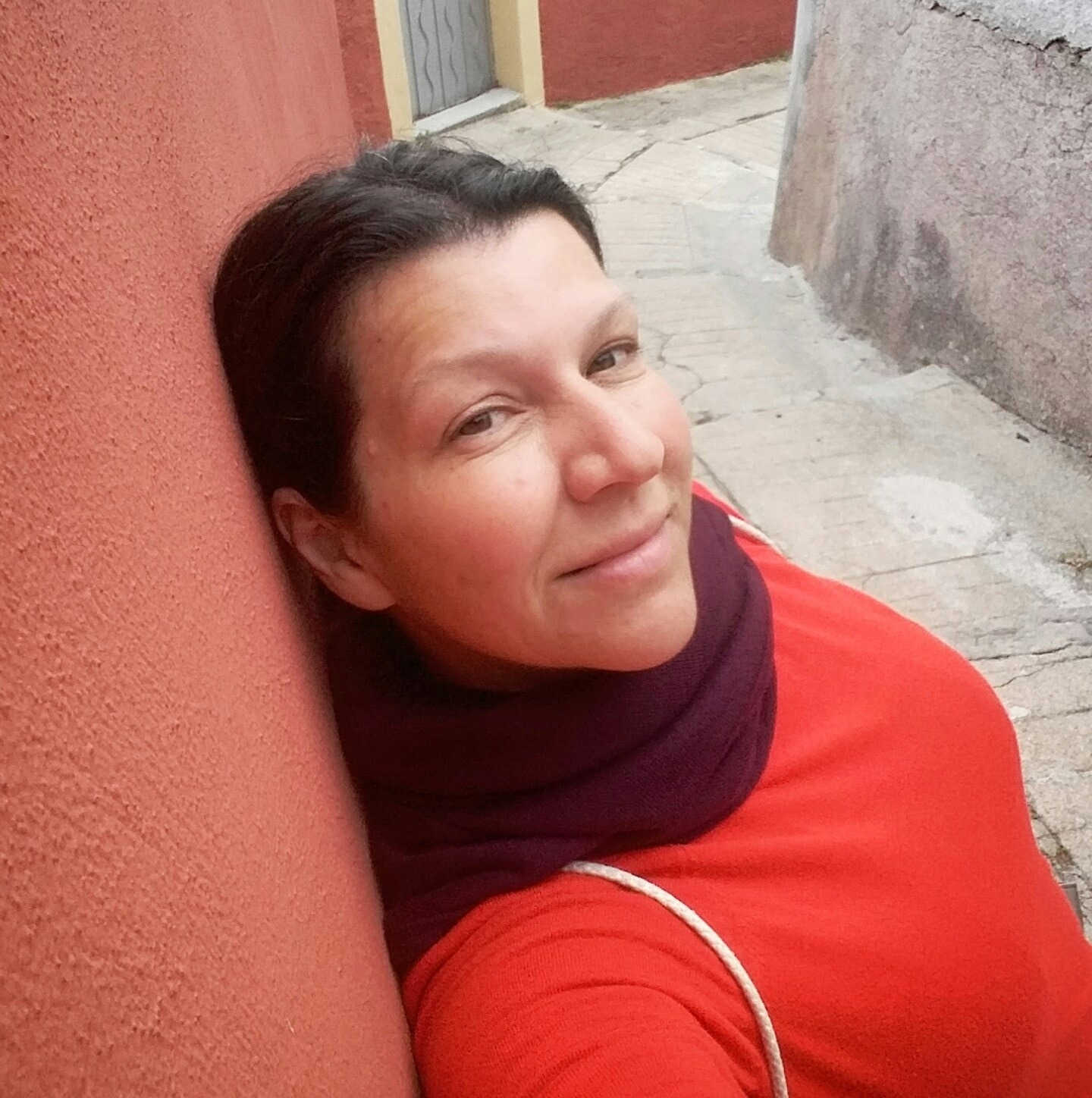
Lydia Antivalidis, 2022.

Lydia Lyda Antivalidis Davidsson, född 30 mars 1968 i Grekland, är en svensk resejournalist och medieproducent.

## Biografi
Lydia Antivalidis har rötter i Thessaloniki, Grekland, och kom till Köpenhamn, Danmark, som 1-åring. Några år senare bosätta sig familjen i Landskrona, Sverige, där Lydia växte upp.
Tidigt engagerade hon sig i skolteater, dans och bild/foto. På gymnasiet upptäckte hon videoproduktion och gjorde med sin klasskamrat Anneli Melin, sedermera kollega, flera småproduktioner som de nationellt fick uppmärksamhet och vann priser för[källa behövs].
Skrivandet har hon börjat med först i vuxen ålder.

## Karriär
Sedan tidigt 1990-tal har hon arbetat inom tv- och filmbranschen, som inslagsproducent och reporter, för SVT och TV4. Mest förknippad är hon för arbetet med Sveriges Televisions reseprogram Packat och klart 1998–2009.
Under 2000-talet fram till pandemin har hon främst arbetat som Field Producer och koordinator för internationella tv-produktioner som filmar i Skandinavien, bland dessa BBC, National Geographic och Travel Channel.
2015–2018 tillbringade hon vintersäsongerna som äventyrs- och mediakoordinator för Icehotel Sweden, i Jukkasjärvi.
2018 vann hennes blogg, Lydiasplanet, Momondos "Influencers Open World Awards" för bästa resetext.